# Gabriella Golia
Gabriella Golia (Milano, 2 febbraio 1959) è un'annunciatrice televisiva, conduttrice televisiva ed ex showgirl italiana.
È stata "il volto" di Italia 1, dal 1982 al 2002, rete per la quale è stata annunciatrice televisiva. Nella sua carriera ha condotto anche diverse trasmissioni televisive, sia su Italia 1 che su Canale 5, e ha recitato nella sitcom I vicini di casa.

## Biografia

### Gli esordi
Dopo aver partecipato a numerosi spot pubblicitari ed essersi aggiudicata il primo posto nel concorso Miss Teenager, ha partecipato al film del 1975 di Franco Nucci Stangata in famiglia, avente come protagonisti i comici Piero Mazzarella e Lino Banfi.
La prima partecipazione televisiva risale al marzo 1978, su Rai 1 (allora Rete 1), in un charleston eseguito assieme al gruppo di ballo milanese di cui all'epoca faceva parte, nel corso del programma a cura di Enzo Trapani e Giorgio Calabrese ConcertAzione - Continuo musicale in bianco e nero.
Dopo un diploma in ragioneria ha esordito nel 1978 come annunciatrice televisiva per Antenna Nord, polo televisivo di Rusconi. Nel 1980 è stata per un breve periodo in Rai come valletta al fianco dapprima di Raimondo Vianello e poi di Claudio Lippi nel gioco televisivo Sette e mezzo, in onda nel preserale della Rete 1 della Rai.

### Il passaggio a Italia 1 e gli anni ottanta
Nel 1982 divenne annunciatrice di Italia 1, rete privata nazionale inizialmente ancora di proprietà di Rusconi per poi divenire di proprietà Fininvest, conducendo anche la rubrica Sette per uno dedicata alle prime serate della settimana dell'emittente. Sempre in quel periodo ha preso parte a numerose trasmissioni Fininvest: Azzurro, Festival di primavera, Tutto di tutto accanto a Gerry Scotti, Emilio e Emilio '90.
Su Canale 5 ha condotto Vota la voce accanto a Claudio Cecchetto, il XIII festival mondiale del circo di domani con Corrado Tedeschi e Superazzurro.

### Gli anni novanta
Nel 1991 ha recitato nella sit-com I vicini di casa accanto a Gene Gnocchi, Teo Teocoli e Silvio Orlando e condotto vari programmi pomeridiani di Italia 1, come Unomania, Village e Planet. Dal 1991 al 1997 ha partecipato come concorrente, prima su Canale 5 e poi su Rete 4, a diverse edizioni del varietà Simpaticissima, assieme ad altre donne dello spettacolo in occasione della festa della donna. Il 12 febbraio 1992 è una delle inviate, assieme a Sabina Stilo e Susanna Messaggio, della puntata speciale di Non è la Rai dal titolo "Serata d'amore per San Valentino", condotta da Gerry Scotti in prima serata su Canale 5. 
Dal 1996 al 1997 ha condotto in prima serata su Italia 1, sulla falsariga de "I Bellissimi di Rete 4", lo spazio Uno per tutti. Dall'8 settembre 1997 è stata una delle inviate della prima edizione del nuovo rotocalco di Italia 1 Fuego, condotto da Alessia Marcuzzi in onda in diretta dal lunedì al venerdì alle ore 19:05.
Dall'autunno 1997 ha affiancato la sua attività di annunciatrice di Italia 1 alla conduzione su Canale 5 dello spazio Aspettando Beautiful fino ai primi di marzo del 2009. Il 25 dicembre 1997 ha partecipato in veste di giurata alla trasmissione canora natalizia per bambini Canzoni sotto l'albero assieme ad altre 9 "mamme vip".

### Gli anni duemila e l'abbandono di Mediaset
Il 21 dicembre 2002 lasciò gli annunci di Italia 1 dopo 20 anni di servizio. Dopo il suo abbandono la rete rinunciò a tale figura (stessa cosa aveva fatto Telemontecarlo quando cambiò nome in LA7 nel 2001, ed in seguito pure Canale 5 nel 2004, le reti Rai nel 2016 e Rete 4 nel 2018).  
Lasciò Mediaset nel 2010 quando approdò nella rete pluriregionale del Nord-Italia Studio 1.

### Dagli anni duemiladieci ad oggi
Dal 2010 al 2012 tornò nel suo storico ruolo di Signorina Buonasera per la rete pluriregionale Studio 1, dove condusse anche il talk show Oggi e ieri.
Dal 23 maggio 2018 presentò il programma Business Life della testata Business24, in onda alle ore 20:30 su Canale Italia.
Ad ottobre 2019 realizzò per Sky Atlantic due annunci speciali, dal sapore amarcord, per presentare due puntate della serie 1994.
Nel 2025 co-condusse una puntata speciale del GialappaShow su TV8.

## Vita privata
Nel 1991 conosce il chirurgo Marco Alloisio che sposerà nel 2003 e da cui avrà il figlio Tommaso.

## Programmi televisivi
- ConcertAzione - Continuo musicale in bianco e nero (Rete 1, 1978)
- Annunciatrice dei programmi di Antenna Nord (dal 1978 al 1982)
- Sette e mezzo (Rete 1, 1980)
- Annunciatrice dei programmi di Italia 1 (dal 3 gennaio 1982 al 21 dicembre 2002)
- Anteprima Concerto Claudio Abbado (Italia 1, 1983)
- Concerto Claudio Abbado (Italia 1, 1983)
- Azzurro (Italia 1, 1984-1986)
- Supersanremo (Italia 1, 1984-1985)
- Gran Premio Internazionale dello Spettacolo (Canale 5, 1984-1985)
- Concerto per Amore (Italia 1, 1985)
- Festival di primavera (Italia 1, 1986-1987)
- American Video Award (Italia 1, 1987)
- Tutto Musica (Italia 1, 1985)
- Vota la voce (Canale 5, 1985)
- Domenica sport (Italia 1, 1985)
- Superazzurro (Canale 5, 1985-1986)
- Tutto di Tutto '86 (Italia 1, 23 Giugno 1986)
- Tutto di Tutto '87 (Italia 1, 23 Giugno 1987)
- Fool Immersion (Italia 1, 1989)
- Emilio (Italia 1, 1989-1990)
- Emilio '90 (Italia 1, 1990)
- Anteprima (Italia 1, 1989-1990)
- XIII festival mondiale del circo di domani (Canale 5, 1990)
- The Look of the year (Italia 1, 1990)
- Sette per uno (Italia 1, 1990-1991)
- Simpaticissima (Canale 5, 1991-1992, 1994; Rete 4, 1995-1997) concorrente
- Serata d'amore per San Valentino (Canale 5, 1992) inviata
- Unomania (Italia 1, 1992-1993)
- Village (Italia 1, 1995-1996)
- Modamare a Portofino (Canale 5, 1995) inviata
- Planet (Italia 1, 1996-1997)
- Planet Estate (Italia 1, 1996)
- Uno per tutti  (Italia 1, 1996-1997)
- Fuego (Italia 1, 1997-1998)
- Aspettando Beautiful (Canale 5, 1997-2009)
- Canzoni sotto l'albero (Canale 5, 1997) giurata
- Annunciatrice dei programmi di Studio 1 (2010-2012)
- Oggi e ieri (Studio 1, 2011-2012)
- Business Life (Business24 - Sky 821, dal 23 maggio 2018)
- Annuncio 1994 (Sky Atlantic, 2019)
- GialappaShow (TV8, 2025)

## Filmografia
- Stangata in famiglia, regia di Franco Nucci (1976)
- I vicini di casa – serie TV (1991-1992)